# Sssheffield. 01Nov16
Ssshefield. 01Nov16 è un album dal vivo degli Shikari Sound System, alter ego drum and bass del gruppo musicale britannico electronicore Enter Shikari, pubblicato il 30 dicembre 2016 gratuitamente sul loro sito ufficiale.
Consiste nel DJ set dei Shikari Sound System tenutosi a Sheffield il 1 novembre 2016 subito dopo un concerto degli Enter Shikari. Vennero suonati, tra i brani degli Enter Shikari, i remix di Anaesthetist, Sssnakepit, Torn Apart, The Last Garrison, Never Let Go of the Microscope, The Appeal & the Mindsweep II e Slipshod.

## Tracce
1. Sssheffield. 01Nov16 – 85:42

## Formazione
- Rou Reynolds – voce, tastiera, sintetizzatore, programmazione
- Rory Clewlow – chitarra, sintetizzatore, programmazione, voce secondaria
- Chris Batten – basso, tastiera, sintetizzatore, programmazione, cori
- Rob Rolfe – sintetizzatore, programmazione, cori